# Flutolanil
Flutolanil ist eine chemische Verbindung aus der Gruppe der Carbonsäureamide, genauer der Benzanilide, die vor allem als Fungizid verwendet wird.

## Gewinnung und Darstellung
Flutolanil kann durch Reaktion von 3-Chloranilin mit Natriumisopropylat und 2-Trifluormethylbenzoylchlorid gewonnen werden:

## Eigenschaften
Flutolanil ist ein gelblicher Feststoff mit leicht chemischem Geruch, der praktisch unlöslich in Wasser ist. Die Verbindung ist stabil unter neutralen, basischen und sauren Bedingungen.

## Verwendung
Flutolanil wird als Fungizid verwendet. Es wird verwendet, um Basidiomyceten in Reis, Getreide, Zuckerrüben und anderen Kulturen zu bekämpfen. Flutolanil ist ein systemisches Fungizid, das durch Hemmung der Succinatdehydrogenase wirkt. Es wurde 1986 von der japanischen Firma Nihon Nōyaku auf den Markt gebracht.

## Zulassung
Der Wirkstoff wurde in der Europäischen Union mit Wirkung zum 1. März 2009 für Anwendungen als Fungizid zugelassen.
In vielen Staaten der EU, unter anderem in Deutschland und Österreich, sowie in der Schweiz sind Pflanzenschutzmittel mit diesem Wirkstoff zugelassen, in Österreich keine.